# Profanação da hóstia
A profanação da hóstia é um tipo de sacrilégio nas denominações cristãs que seguem a doutrina da presença real de Cristo na Eucaristia. Envolve o maltrato ou o uso malicioso de uma hóstia consagrada - o pão utilizado no serviço eucarístico da Divina Liturgia ou Missa (também conhecido pelos protestantes simplesmente como pão da comunhão). É vedado pelas Igrejas Católica, Ortodoxa Oriental e Ortodoxa Oriental, bem como em determinadas tradições protestantes (incluindo Anglicanismo, Luteranismo e Metodismo).
As acusações contra os judeus foram uma razão comum para massacres e expulsões durante a Idade Média na Europa.